# توابع تکین
توابع تکین دسته ای از توابع ناپیوسته هستند که دارای نقاط تکین هستند. به این معنا که مثلاً در این نقاط تکین ناپیوسته هستند. توابع تکین در علم ریاضیات با عناوینی همچون توابع تعمیم یافته و تئوری توزیع، به‌طور گسترده‌ای مورد مطالعه قرار گرفته‌اند. این توابع با علامت براکت {\displaystyle \langle \rangle } نمایش داده می‌شوند.
مثلاً می‌نویسیم{\displaystyle \langle x-a\rangle ^{n}} به طوری که n یک عدد صحیح است. نماد {\displaystyle \langle \rangle } به نام براکت‌های تکین شناخته می‌شوند. این توابع به صورت زیر تعریف می‌شوند:
| n                      | {\displaystyle \langle x-a\rangle ^{n}}                           |
| ---------------------- | ----------------------------------------------------------------- |
| {\displaystyle <0}     | {\displaystyle {\frac {d^{\|n+1\|}}{dx^{\|n+1\|}}}\delta (x-a)\,} |
| -2                     | {\displaystyle {\frac {d}{dx}}\delta (x-a)\,}                     |
| -1                     | {\displaystyle \delta (x-a)\,}                                    |
| 0                      | {\displaystyle H(x-a)\,}                                          |
| 1                      | {\displaystyle (x-a)H(x-a)\,}                                     |
| 2                      | {\displaystyle (x-a)^{2}H(x-a)}                                   |
| {\displaystyle \geq 0} | {\displaystyle (x-a)^{n}H(x-a)}                                   |
به طوری که δ(x)، تابع دلتای دیراک یا همان ضربه واحد (تابع ضربه) است. مشتق اول تابع δ(x) تابع واحد مضاعف نامیده می‌شود. تابع H(x) تابع هوی ساید پله واحد است:
{\displaystyle H(x)={\begin{cases}0,&x<0\\1,&x>0\end{cases}}}
از آنجا که مقدار یک نقطه در انتگرال گیری تأثیر ندارد، مقدار تابع هوی‌ساید در صفر قراردادی است. همچنین {\displaystyle \langle x-a\rangle ^{1}} تابع شیب نیز نامیده می‌شود.

## انتگرال
انتگرال‌گیری از {\displaystyle \langle x-a\rangle ^{n}} همواره می‌تواند به گونه‌ای انجام شود که یکی از ثابت‌های انتگرال در خود عبارت گنجانیده شود که در نتیجه آن در {\displaystyle x=a} حاصل برابر 0 شود.
{\displaystyle \int \langle x-a\rangle ^{n}dx={\begin{cases}\langle x-a\rangle ^{n+1},&n\leq 0\\{\frac {\langle x-a\rangle ^{n+1}}{n+1}},&n\geq 0\end{cases}}}

## مثال محاسبه خیز تیر
خیز یک تیر با تکیه گاه ساده با سطح مقطع و مدول الاستیسیته ثابت همان‌طور که در شکل نشان داده شده، با استفاده از تئوری تیر اویلر – برنولی قابل محاسبه است. در این‌جا از قراردادی برای علامت استفاده می‌کنیم که طبق آن نیروهای رو به پایین و گشتاور شکم دهنده مثبت اند.
توزیع بار:
{\displaystyle w=-3N\langle x-0\rangle ^{-1}\ +\ 6Nm^{-1}\langle x-2m\rangle ^{0}\ -\ 9N\langle x-4m\rangle ^{-1}\,}
نیروی برشی:
{\displaystyle S=\int wdx}
{\displaystyle S=-3N\langle x-0\rangle ^{0}\ +\ 6Nm^{-1}\langle x-2m\rangle ^{1}\ -\ 9N\langle x-4m\rangle ^{0}\,}
گشتاور خمشی:
{\displaystyle M=-\int Sdx}
{\displaystyle M=3N\langle x-0\rangle ^{1}\ -\ 3Nm^{-1}\langle x-2m\rangle ^{2}\ +\ 9N\langle x-4m\rangle ^{1}\,}
شیب:
{\displaystyle u'={\frac {1}{EI}}\int Mdx}

از آنجایی که شیب در {\displaystyle x=0} صفر نیست، یک ثابت انتگرال‌گیری C اضافه می‌شود

{\displaystyle u'={\frac {1}{EI}}\left({\frac {3}{2}}N\langle x-0\rangle ^{2}\ -\ 1Nm^{-1}\langle x-2m\rangle ^{3}\ +\ {\frac {9}{2}}N\langle x-4m\rangle ^{2}\ +\ c\right)\,}
خیز:
{\displaystyle u=\int u'dx}
{\displaystyle u={\frac {1}{EI}}\left({\frac {1}{2}}N\langle x-0\rangle ^{3}\ -\ {\frac {1}{4}}Nm^{-1}\langle x-2m\rangle ^{4}\ +\ {\frac {3}{2}}N\langle x-4m\rangle ^{3}\ +\ cx\right)\,}
شرط مرزی {\displaystyle u=0} در {\displaystyle x=4m} کمک می‌کند تا c را به دست بیاوریم {\displaystyle c=-7Nm^{2}}.